# ラウフ・デンクタシュ
ラウフ・デンクタシュ（Rauf Denktaş, 、1924年1月27日 - 2012年1月13日）はキプロス島の政治家、北キプロス・トルコ共和国の初代大統領。

## 人物
キプロス島のパフォスで生まれる。
早くからキプロスのトルコ系住民の政治的リーダーとして活躍し、1958～1960年にイギリス領キプロスにおけるトルコ系住民自治体首席代表、1960年にトルコ系住民自治評議会議長、1973年にはキプロス共和国の副大統領に就任。
1974年のキプロス紛争後、トルコ軍占領下のトルコ系住民地区代表となり、1975年2月にトルコ系住民地区がキプロス連邦トルコ人共和国政府を立てると、その大統領に就任。
1983年11月、北キプロス・トルコ共和国の独立に伴い初代大統領に就任し、20年以上に渡り大統領を務める。2000年4月には5選された。
国際連合の仲介案による、北キプロス側の要求を南キプロス（ギリシャ系住民の政府）に譲歩した上での再統合に反対していた。2005年4月24日、選挙で当選したメフメト・アリ・タラートに大統領職を移譲。
2012年1月13日、多臓器不全のため、ニコシアの病院で死去。87歳没。